# Lorenzo Bedogni
Lorenzo Bedogni, detto Lorenzo da Reggio (anche Bedoni e Bendoni; Reggio nell'Emilia, inizio XVII secolo – Reggio nell'Emilia, 1670), è stato un pittore e architetto italiano, attivo a Padova e ad Hannover.

## Biografia
Probabilmente si formò negli ambienti artistici della città natale dove fra tutti spiccava Luca Ferrari. Tuttavia abbiamo scarse notizie sull'attività prima del suo soggiorno a Padova: sappiamo solo che si cimentava già nel disegno, in particolare nell'ambito architettonico (vedi un frontespizio firmato per gli Statuti et ordini del Santo Monte della Pietà di Reggio, 1634).
La sua presenza nella città veneta è documentata dal 1641, quando si accordò con Marco Antonio Gabrielli per il rinnovo della cappella di famiglia al Santo (in seguito profondamente modificata e dedicata a San Francesco). Vi fu impegnato sino al 1646 principalmente come frescante, ma vi dipinse anche una pala a olio - andata perduta.
Al contempo si dedicò agli affreschi per il chiostro del Noviziato del vicino convento, tuttora esistenti. Il Monumento dipinto a Giovanni Duns Scoto (1645) e il Talium est Regnum Coelorum con la Vergine in trono fra santi denotano una sensibilità al colore e soprattutto alla composizione architettonica. Spicca anche il ritratto di Matija Ferkic, primo esempio di ritratto del Bedogni.
Sono datati 1648 gli affreschi del cupolino della "sala dei Venti" di villa Selvatico (oggi Emo) a Battaglia Terme; sono ciò che resta di un ciclo molto più vasto, completato due anni dopo dalle opere del già citato Luca Ferrari. Si ritiene che il Bedogni non si fosse limitato alla sola parte pittorica, ma avesse concorso anche all'architettura del palazzo dato che questo mostra richiami ai successivi lavori in Germania.
Favorito da Benedetto Selvatico, proprietario della villa ma anche massaro dell'Arca di Sant'Antonio (del quale realizzò un ritratto a olio), nel 1651 gli fu assegnata la risistemazione del presbiterio dell'altare maggiore della basilica del Santo. Avvantaggiato dal progetto iniziale di Mattia Carneri, che aveva lasciato l'incarico, Bedogni lavorò con perizia e rapidità: il risultato finale dimostra la sua grande sicurezza nell'organizzazione degli spazi e nell'ottenimento degli effetti prospettici, rispettando al contempo le strutture preesistenti.
Risalgono allo stesso periodo altre due opere conservate a Sant'Antonio: il monumento a Giacomo, Giovanni e Nicolò De Lazara (con sculture di Matteo e Tommaso Garvo Allio) e l'altare della Deposizione (finanziato dallo stesso Selvatico e completato da una tela del Ferrari).

### L'operato in Germania
Poco dopo Bedogni si spostò a Venezia, tuttavia la sua permanenza in laguna fu assai breve: nel 1652, infatti, fu assunto dal duca Giorgio Guglielmo di Brunswick-Lüneburg come proto per il restauro di vari edifici nell'elettorato di Hannover. Nella capitale fu attivo con continuità sino al 1665; tra i suoi lavori, la ricostruzione del castello di caccia di Linsburg, in seguito distrutto.
Tra il 1665 e il 1670 si dedicò al rinnovamento delle ali sud, ovest e nord del castello di Celle. Sempre nel 1665 fu forse lui a progettare la ricostruzione del castello di Herrenhausen (ricostruito, non completamente, nell'Ottocento e distrutto durante la seconda guerra mondiale) ad Hannover. Nel 1656-1662 si cimentò nella ricostruzione del castello Calenberg, demolito però nel 1692.
Passato al servizio del duca Giovanni Federico, nel 1666 iniziò la costruzione della chiesa del Leineschloss (conclusa da Girolamo Sartorio quando il Bedogni tornò in Italia) sempre ad Hannover e nel 1670 circa successe ad Albrecht Anton Meldau nella direzione dei lavori dell'intero palazzo.
Il portale ovest del castello di Celle reca la data 1670 e risulta quindi l'ultima sua opera in Germania. Poco dopo tornò nella città natale, dove morì nello stesso anno entro il 1º maggio.
Da aggiunge alle opere di Bedogni sarebbe anche la chiesa di San Marco, a Hohenhameln, costruita nel 1710 secondo i progetti dell'architetto italiano.